# Zajakury
Zajakury je malá vesnice, část města Sobotka v okrese Jičín. Nachází se asi 3,5 km na jihovýchod od Sobotky. V rokli na sz. okraji Zajakur pramení říčka Žehrovka. V roce 2009 zde bylo evidováno 22 adres. V roce 2001 zde trvale žilo 25 obyvatel.
Zajakury leží v katastrálním území Lavice o výměře 2,28 km2.

## Galerie

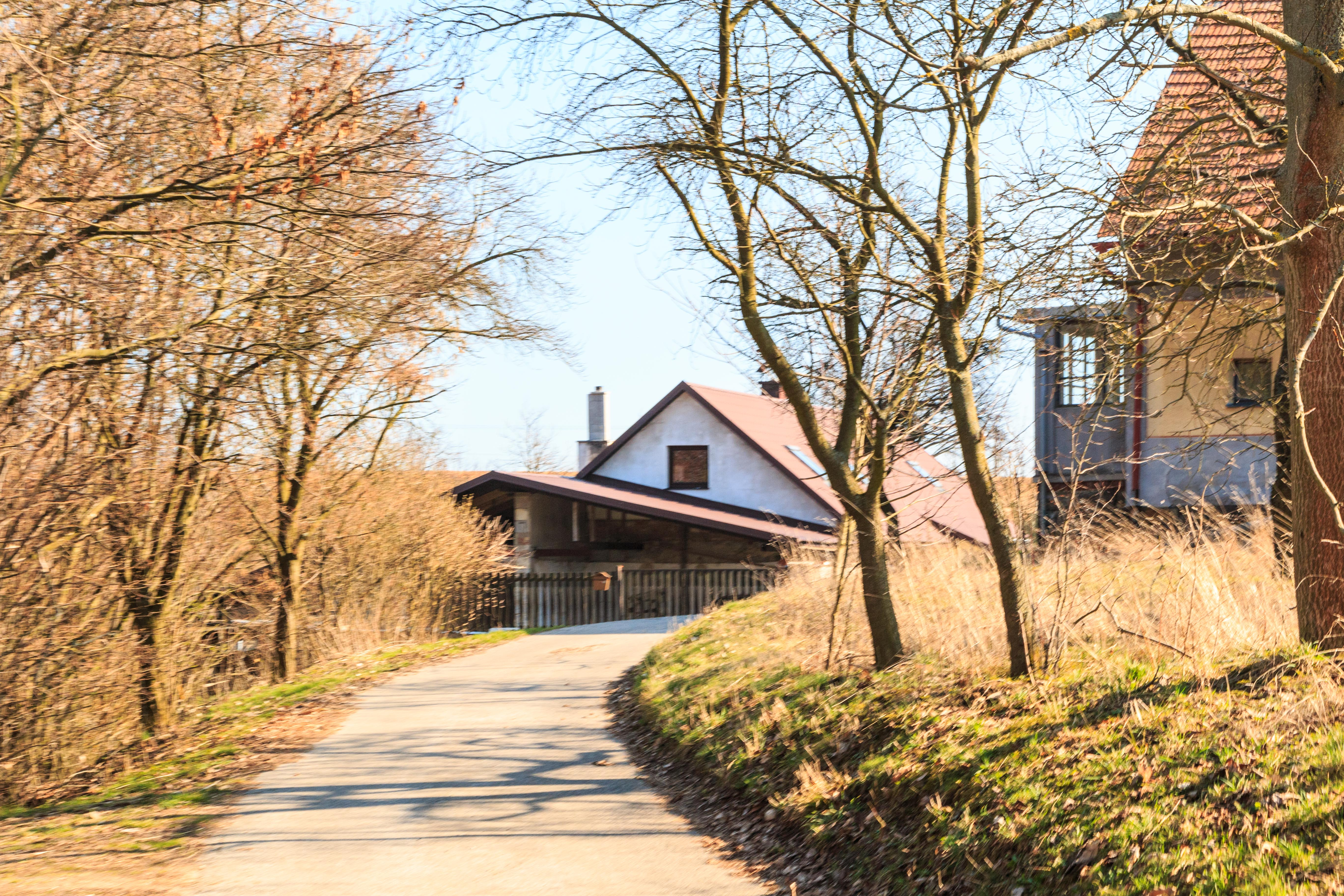
Zajakury - čp. 1
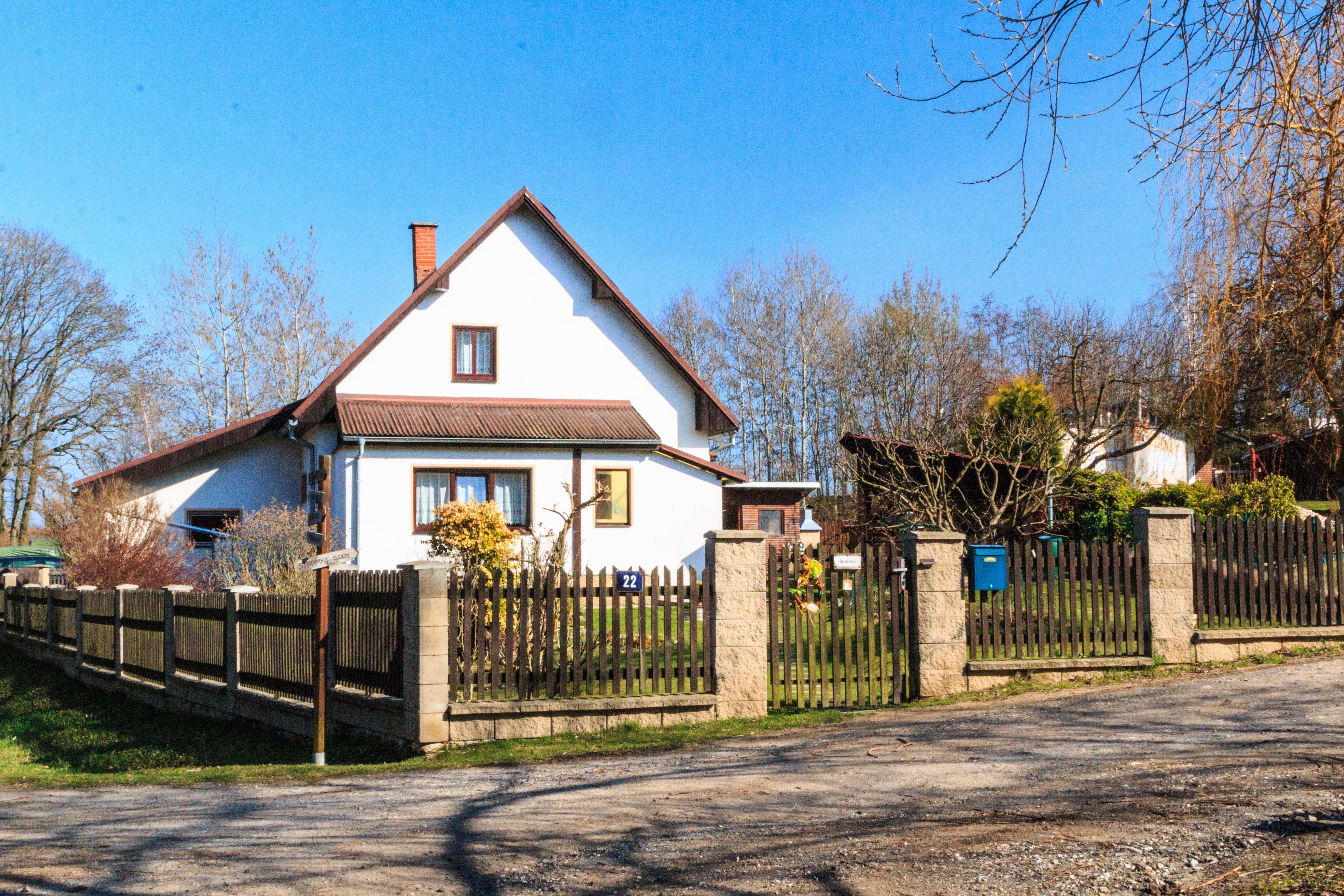
Zajakury - čp. 22
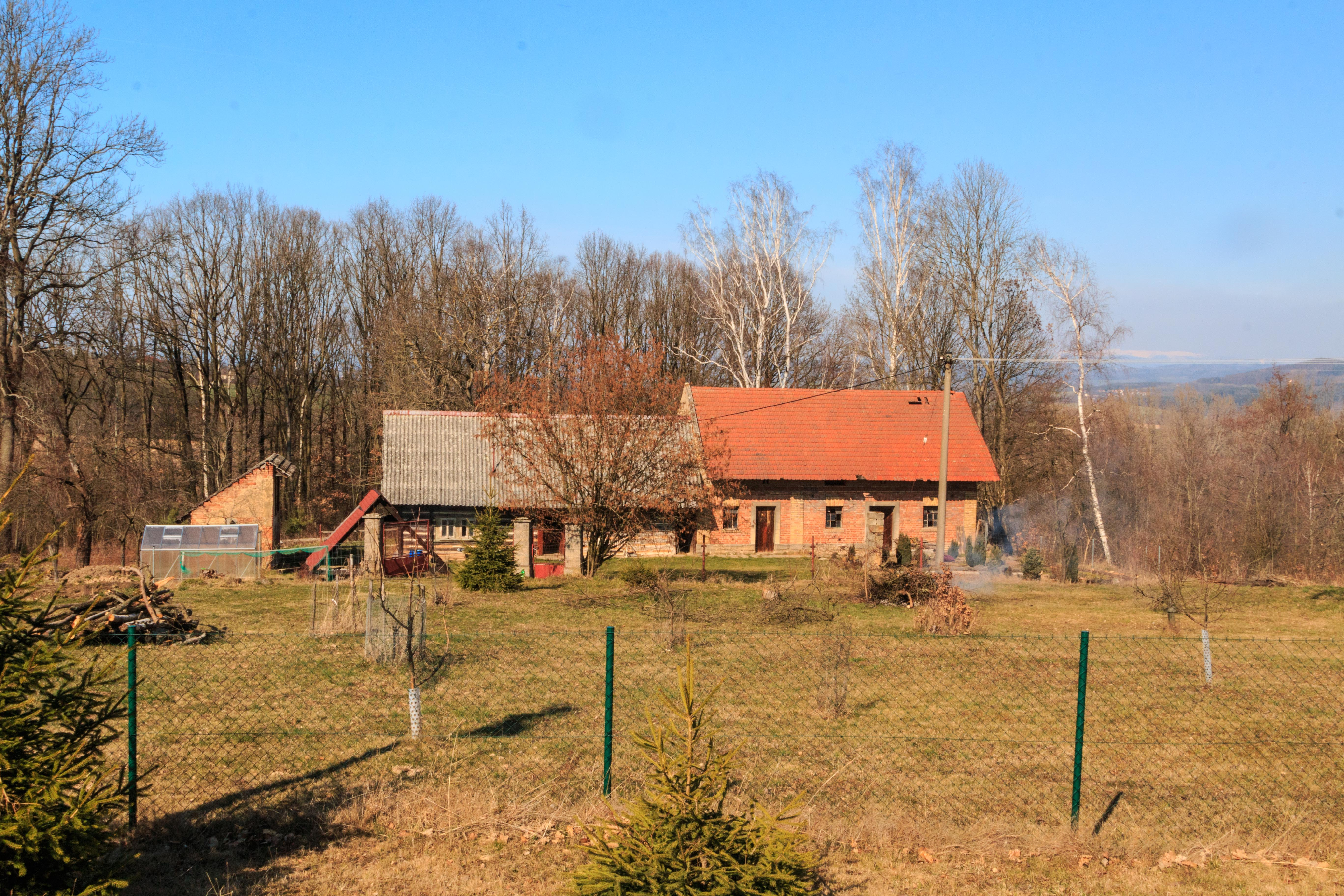
Zajakury - čp. 3
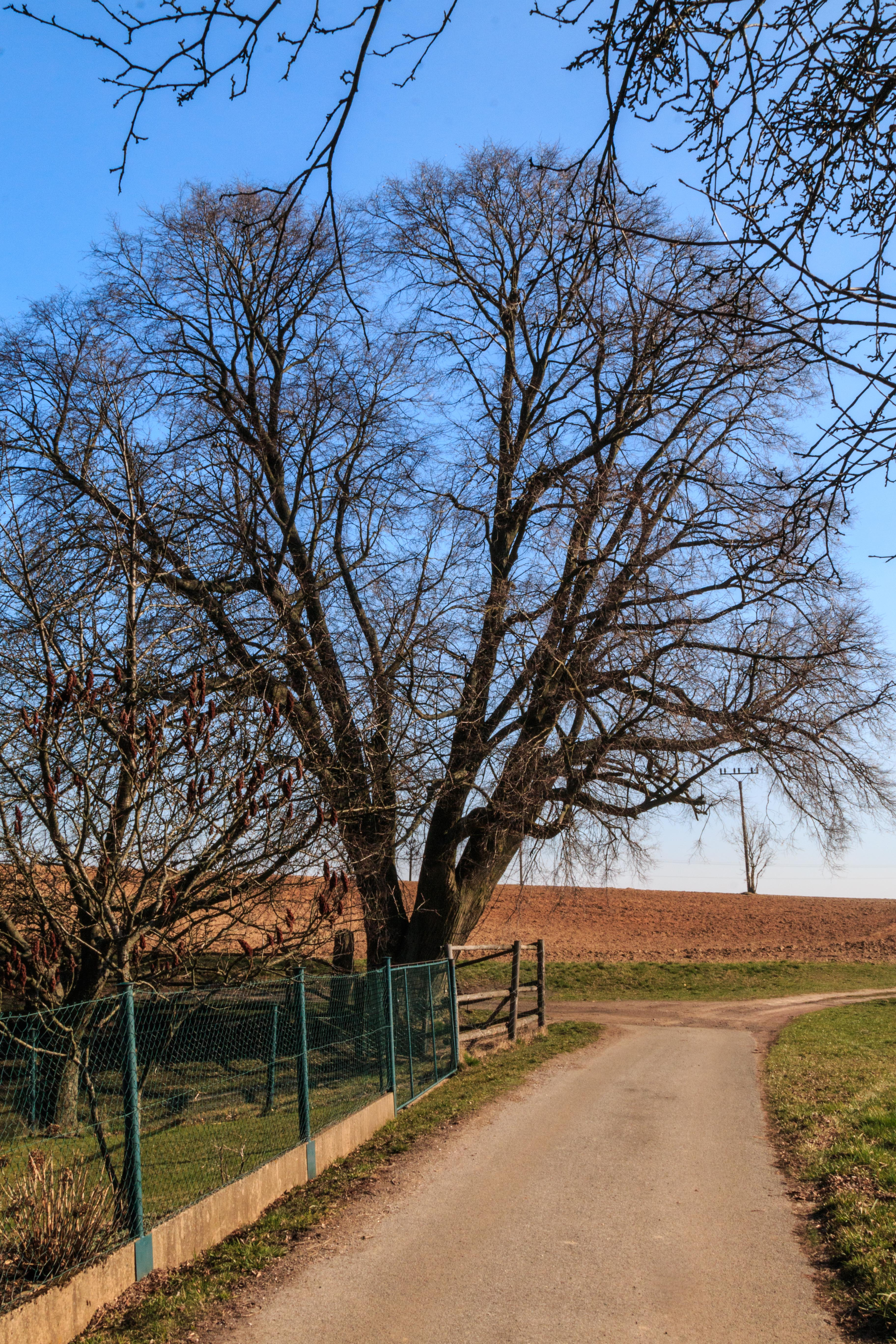
Zajakury - mohutná lípa